# Muray Róbert

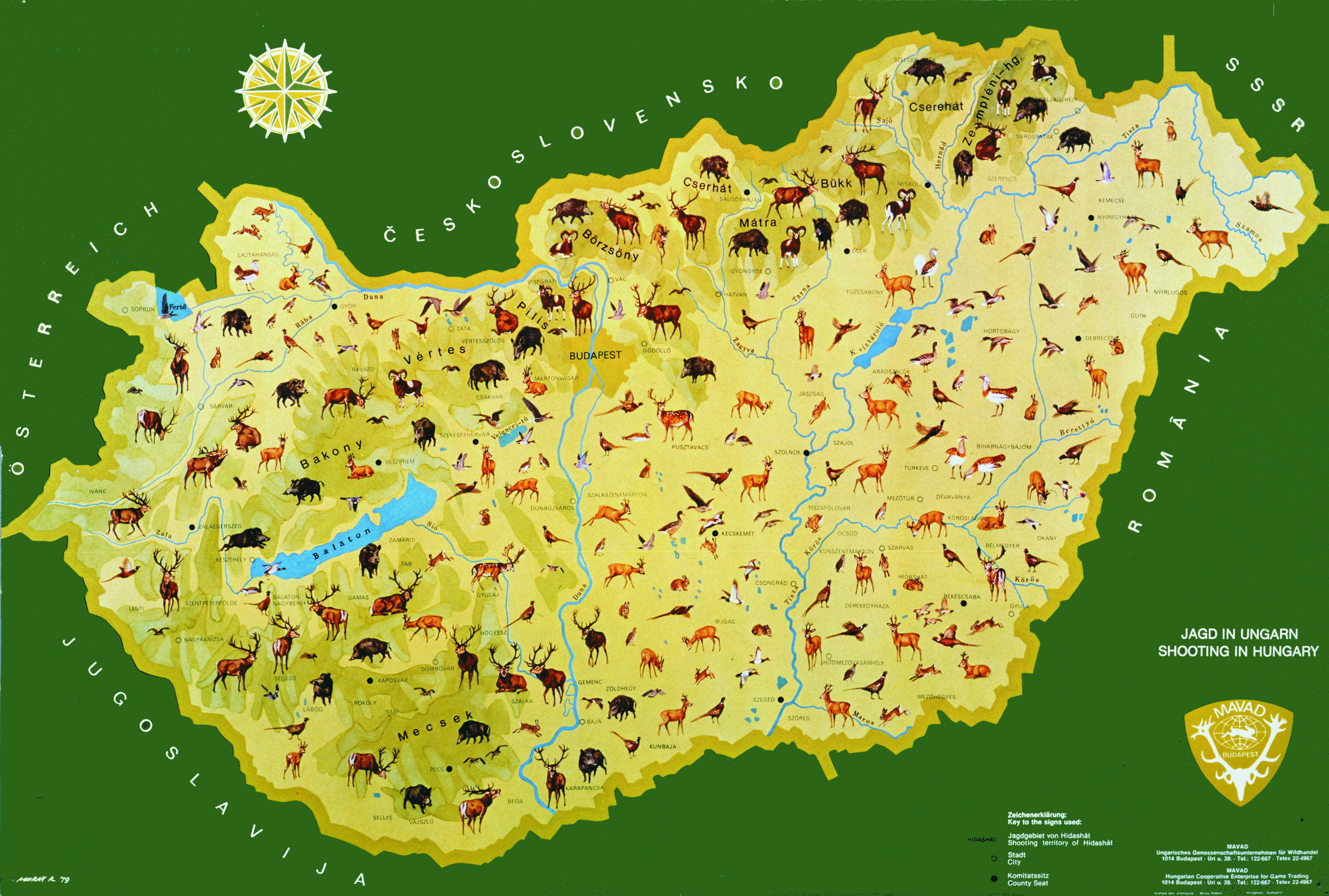
Magyarország vadászati térképe

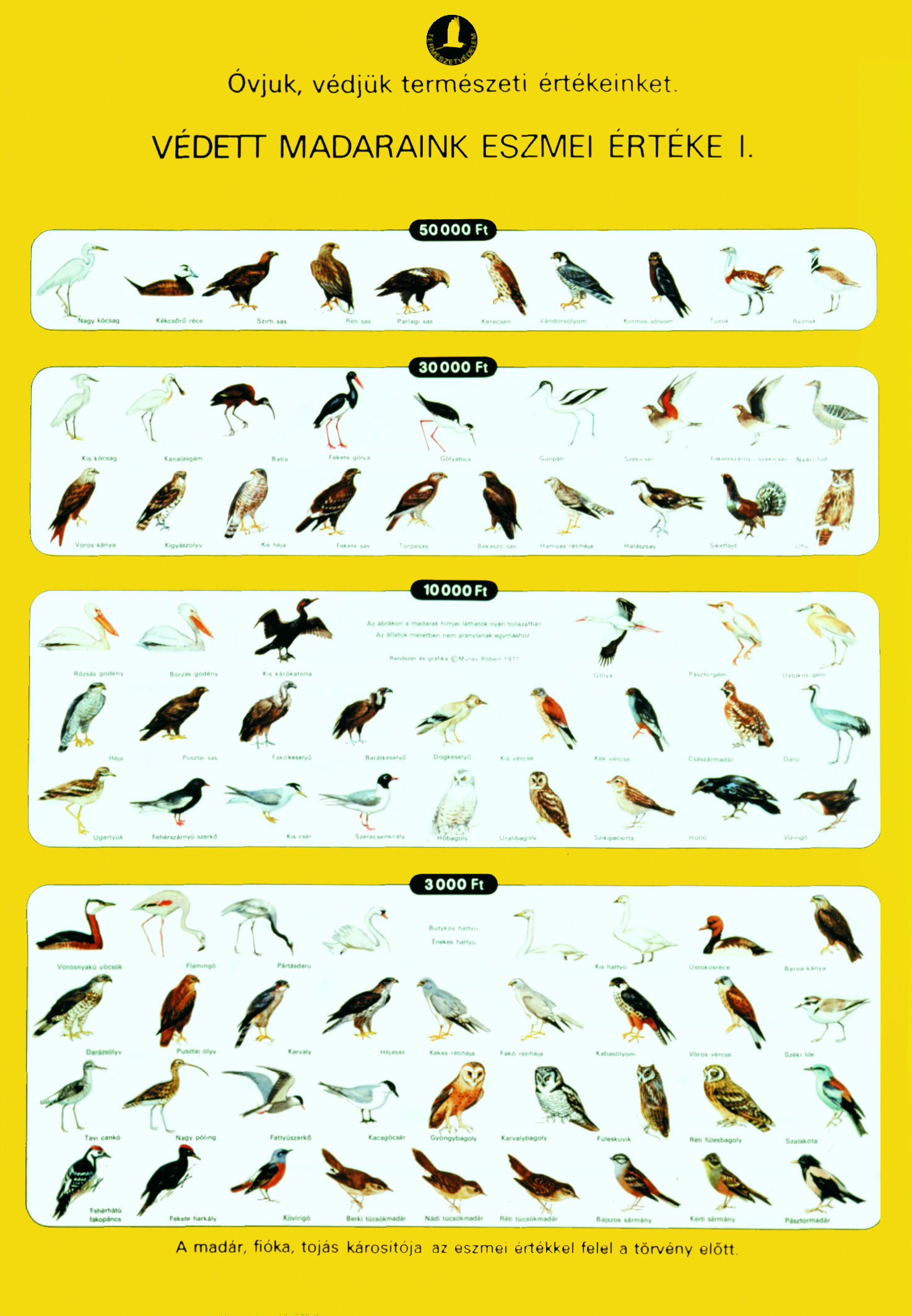
Védett madarak plakát 1. a 4-ből

Muray Róbert (Rákospalota, 1931. július 11. – Budapest, 2009. szeptember 2.) a Magyar Képzőművészeti Egyetem tiszteletbeli professzora, a Magyar Köztársasági Érdemrend kiskeresztjével és a Magyar Köztársasági Arany Érdemkereszttel kitüntetett grafikus és festőművész, Csepel díszpolgára.

## Életpályája
Káposztásmegyeren nevelkedett, már gyerekként is vonzotta az állatok világa, a természet. Megfigyeléseit papírra vetette, ebben segítségére volt művész édesapja. Középiskolai tanulmányait a Dózsa György Gimnáziumban kezdte, ahol 1949-ben érettségizett. Rajztehetsége korán megmutatkozott, a középiskolai évek alatt Galla Endre tanította rajzra. Felsőfokú tanulmányait a Képzőművészeti Főiskolán, folytatta, ahol 1954-ben szerzett diplomát. Szakmai munkássága az alkalmazott grafika területén teljesedett ki, az 1950-60-as években főleg illusztrált, plakátokat tervezett és több erdészeti-vadászati pavilon tervezésével is megbízták.
Fiatalon, elsősorban főiskolai évei alatt gyakorlati ornitológiával is foglalkozott, a Magyar Madártani és Természetvédelmi Egyesület nyilvántartása szerint az 1950-es években madárgyűrűzési jogosultsággal is rendelkezett. Bár gyűrűzési tevékenysége nem volt jelentős, nyolc évre terjedt ki, 1951 és 1958 között.
A Képzőművészeti Egyetemen 1955-től tanárként dolgozott, 1956-ban növendékeivel prágai tanulmányúton vett részt. Egész életét áthatotta a természet iránti tisztelete és a környezet védelmére való törekvés. 1968-ban sportvadász és tudományos madárgyűjtő vizsgát tett, 1970-től festményeken is megörökítette a vadászat szépségeit, több ilyen témájú festményt készített secco technikával, vadászházakban, kastélyokban. 1971-ben a Budapesten megrendezett Vadászati Világkiállításon öt témát, négy pavilont tervezett és kivitelezett munkatársaival. Ugyanebben az évben jelent meg a 18 lapból álló „Vadjaink” című képeslapsorozata. 1974-től alapító tagja és munkatársa a Magyar Madártani és Természetvédelmi Egyesületnek. Ebben az évben készítette el a „Vadászható madaraink” című füzetet és plakátot, majd a következő évben féléves kiállítási körútra indult az USA-ba és Kanadába. 1976-tól 10 éven keresztül főmunkatársa volt az Országos Környezet- és Természetvédelmi Hivatalnak. Ez idő alatt elkészítette Magyarország védett madarait négy plakáton ábrázolva.
Az 1970-es évek elejétől áttért a piktúrára, természeti képeket festett, festészetére a gondos témaválasztás, a részletek valósághű bemutatása, az egyéni stílus volt a jellemző. Képei a természet világát, hangulatát tükrözik, hangsúlyos színek alkalmazásával, festészetében mesterei Pap Gyula, Konecsni György, Ék Sándor, Barcsay Jenő, Károly, Kádár György voltak. 1979-ben minisztériumi küldöttként egy 50 m²-es falképet készített Ulánbátorban (Mongólia) a „Természet Házában”.
1981-ben megtervezte a plovdivi Vadászati Világkiállítás magyar pavilonját. Környezetvédő munkássága elismeréseként 1982-ben megkapta a „Környezet védelméért” kitüntetést. Afrika iránti vonzódásaként Dr. Nagy Endre meghívására 1986-ban több hónapig Afrikában – Tanzániában élt. Képeiből 1989-ben egyéni kiállítást rendeztek a müncheni Német Vadászati és Halászati Múzeumban, ez volt a legkiemelkedőbb a németországi kiállításai közül.
1990-ben címzetes egyetemi docens kinevezést kapott a Képzőművészeti Egyetemen. A budapesti Vajdahunyadvárban a Magyar Mezőgazdasági Múzeumban 1991-ben életmű-kiállítást szerveztek műveiből. 1992-ben újabb kiállítást rendeztek képeiből a Finn Vadászati és Halászati Múzeumban Riihimäkiben. 1996-tól volt az elnöke az Altamira Egyesületnek, amely a természethez kötődő képzőművészek csoportja. Összesen 20 önálló külföldi kiállítása volt, ebből 17 Nyugat-Európában: Ausztriában, Svájcban, Luxemburgban, Németországban. Munkásságáért 1994-ben megkapta a A Magyar Köztársasági Érdemrend lovagkeresztje kitüntetést, majd 2001-ben Csergezán Pál-díjjal tüntették ki, és ugyanebben az évben megkapta az „Arany túzok toll” életműdíjat. 2001 óta vezetett nyári képzőművészeti táborokat „Muray Műhely” címen. 2004-ben ismét rangos állami kitüntetést kapott, elnyerte a Magyar Köztársasági Arany Érdemkeresztje kitüntetést, ugyanebben az évben megjelent a háromnyelvű életrajzi albuma „Témám a természet” címmel.
2005-ben lemondott a gyakorlati vadászatról, megvált fegyvereitől, így csak lélekben és festményein „vadászik” tovább. 2006-ban, 75 éves korában négy kiállítást rendezett, amelyek közül a jelentősebbek a Magyar Mezőgazdasági Múzeumban és a Gödöllői Királyi Kastélyban voltak. 2007-ben a Magyar Képzőművészeti Egyetem címzetes egyetemi tanárává választotta. 2008-ban a Keszthelyi Vadászati Múzeum megnyitásához kapcsolódott Muray Róbert festményeinek kiállítása. Ebben az évben Csepel díszpolgárává választják.
Munkássága méltó folytatása volt a korai elődök Madarász Gyula, Nécsey István és Schenk Jakab által megteremtett hagyományoknak. Fontos szerepe volt abban, hogy megszülethessenek a természet, a madárvilág ismeretének nélkülözhetetlen eszközei a megbízható határozókönyvek, plakátok, amelyek hozzájárulnak a szakemberek és a laikusok természetismereti képzéséhez.
2009 szeptemberében, 78 éves korában hunyt el Budapesten; sírja a Farkasréti temetőben található.

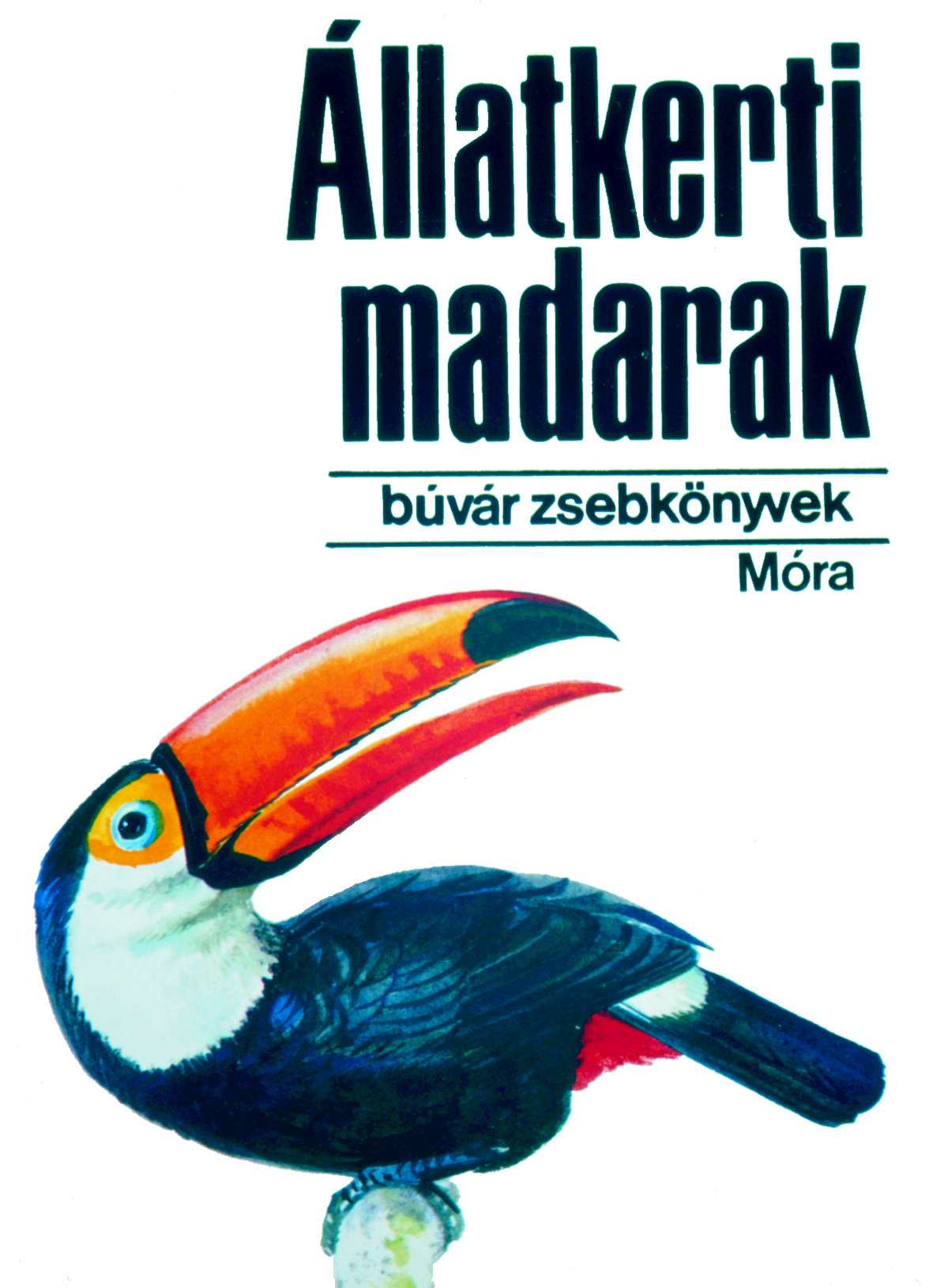
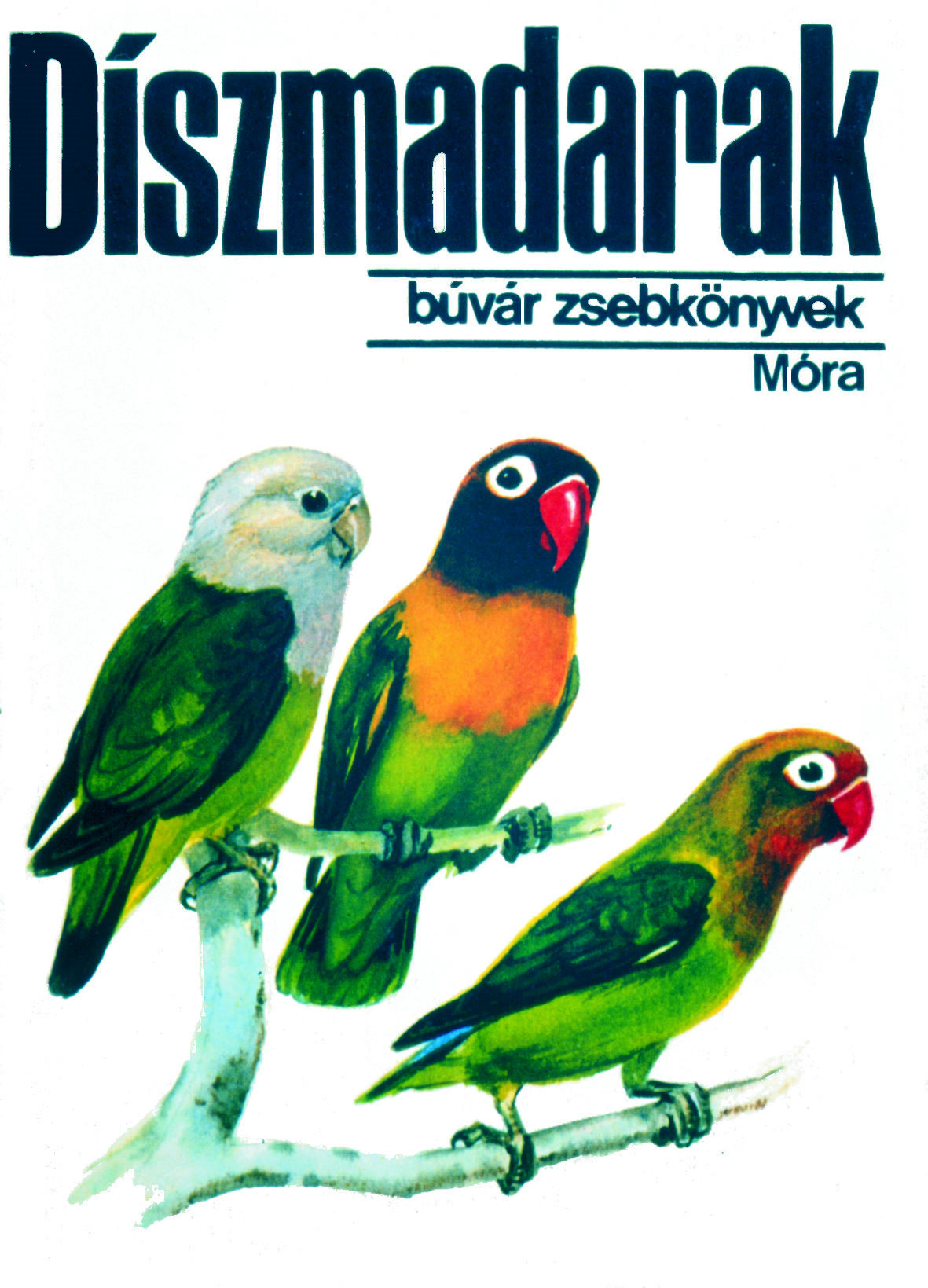
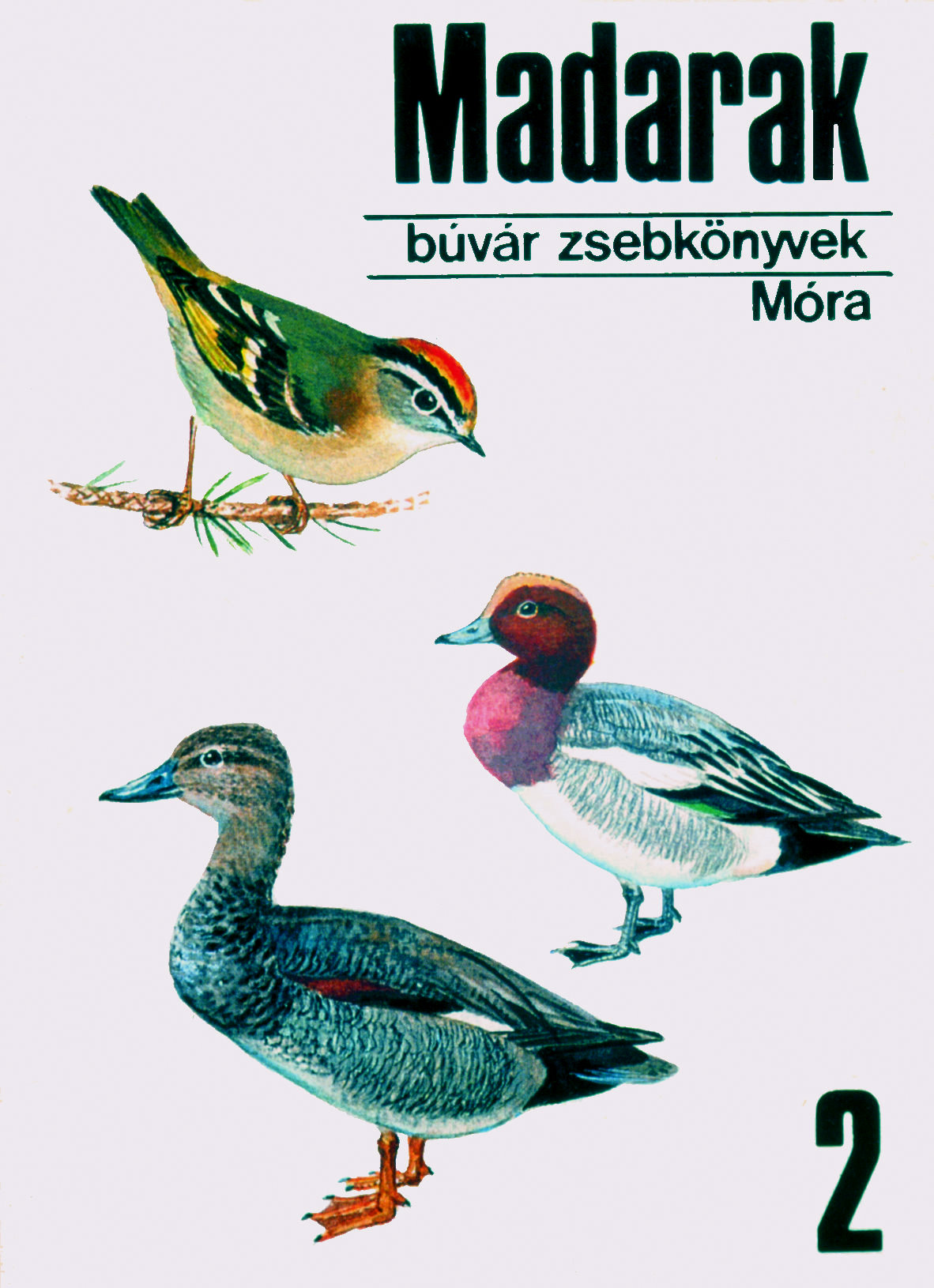
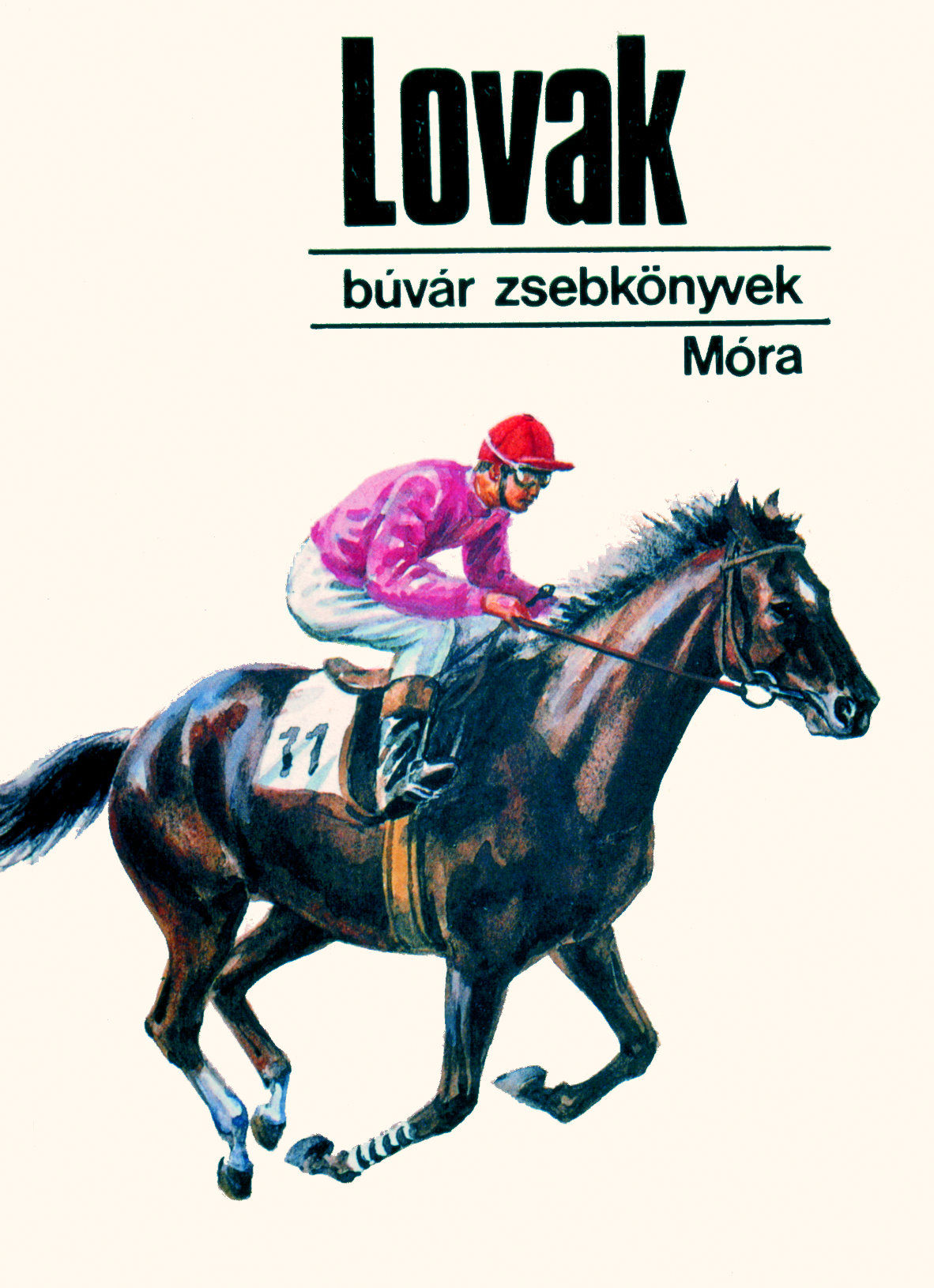
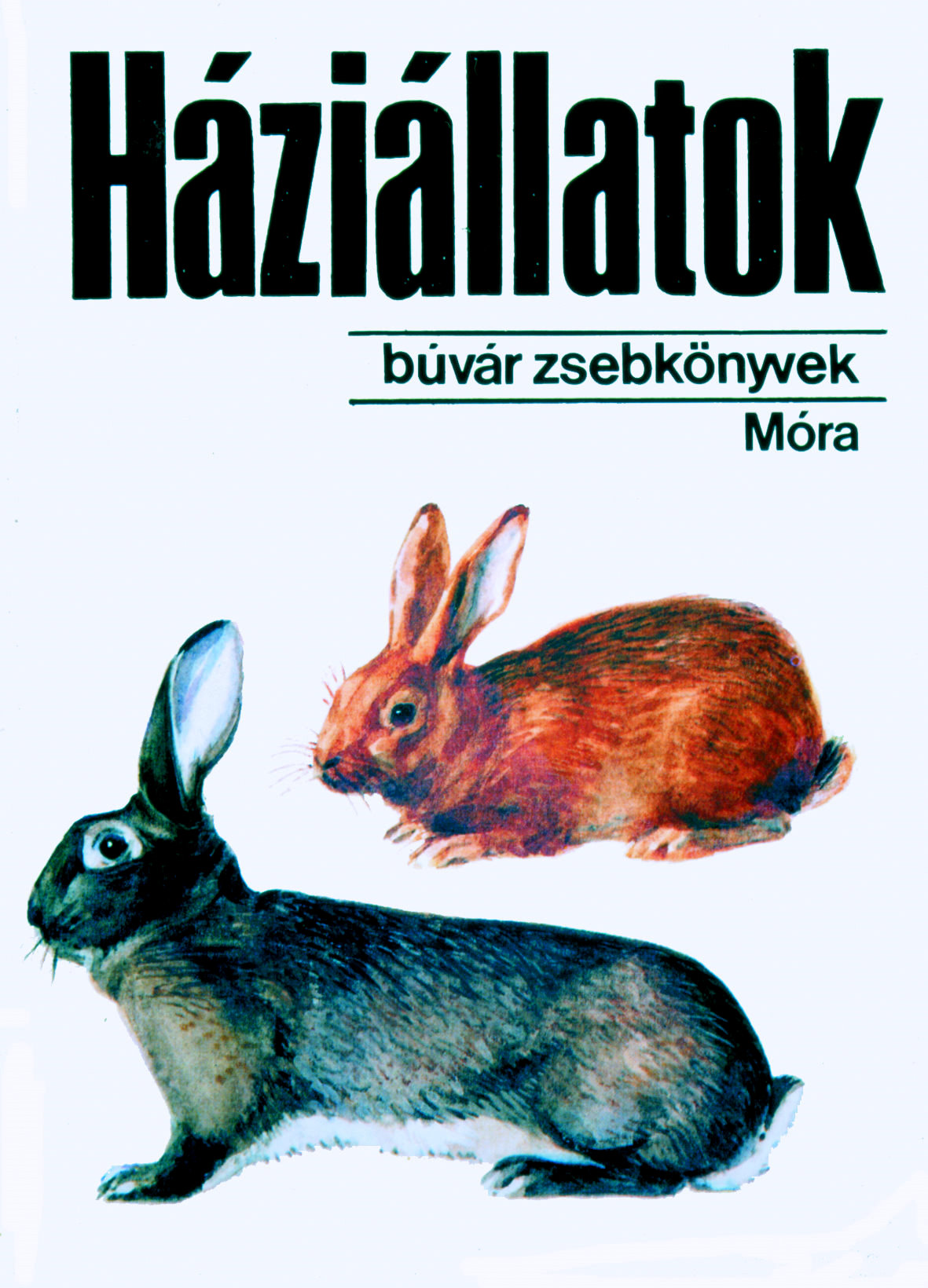

## Kiállításai (válogatás)

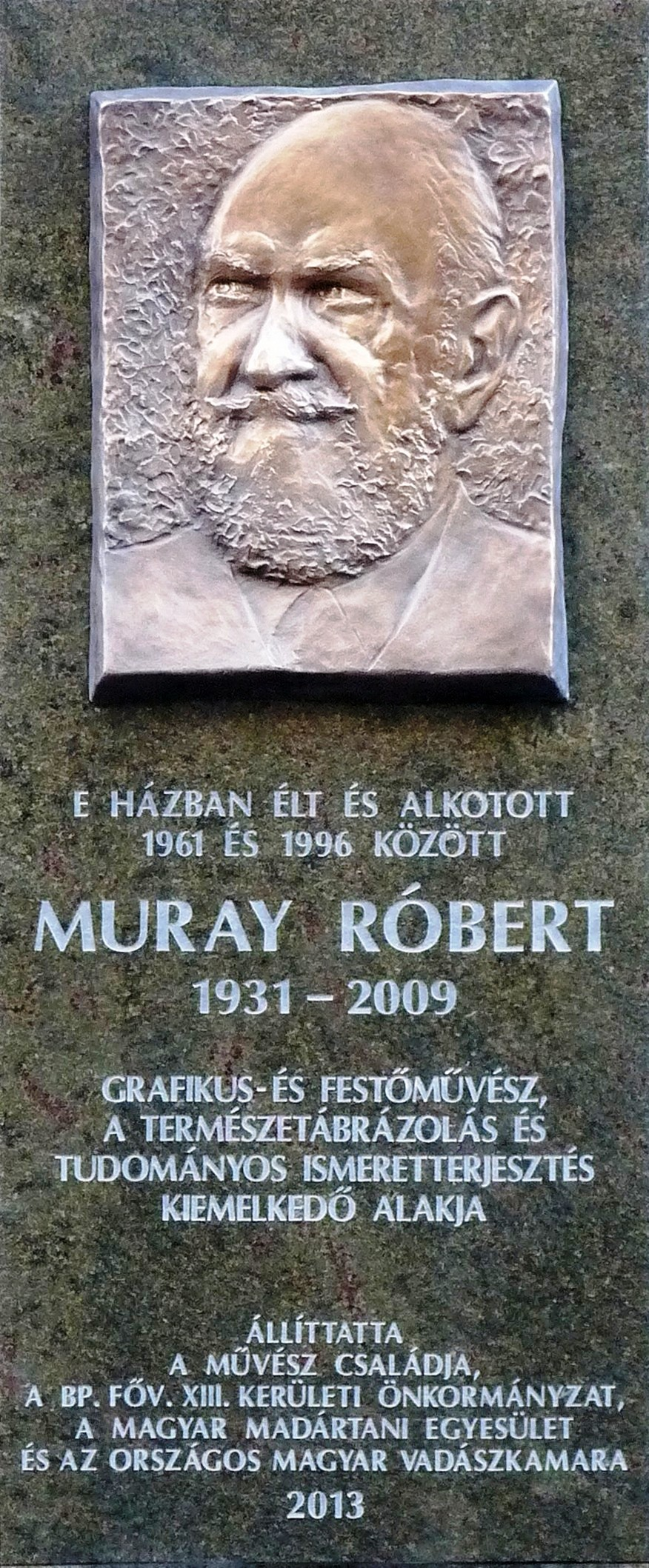
Emléktáblája egykori lakhelyén: Budapest XIII. ker. Visegrádi u. 23.

Számos alkalommal szerepeltek alkotásai csoportos és egyéni kiállítások keretében itthon és külföldön. Ezek közül néhány fontosabb.

### Csoportos kiállítások
- 1956 II. Országos Plakátkiállítás, Nemzeti Szalon, Budapest
- 1966 – 1970 Nemzetközi Grafikai Biennále, Brno, Varsó
- 1978 – 1980 Országos grafikai biennále, Békéscsaba
- 1980, 1985, 1990 Mezőgazdaság a képzőművészetben, Mezőgazdasági Múzeum, Budapest
- 1981 Vadászat a művészetben, Magyar Pavilon, Plovdiv
- 1986 Jagd und Kunst, Főcsarnok, Nürnberg
- 1990 Visszapillantás, Barcsay Terem, Budapest.

### Egyéni kiállításai
- 1971 Műcsarnok, Győr
- 1975 Helikon Galéria, Budapest
- 1976 Philip Morris Art Gallery, Richmond, USA
- 1979 Türr István Múzeum, Baja
- 1982 Dr. A. Lindggens M., Schönsee, NSZK
- 1985 Városháza Galéria, Rapperswill, Svájc
- 1986 Vadászati kastélymúzeum, Springe, NSZK
- 1988 IMMO-WEST irodaház, Bécs, Ausztria
- 1989 Német Vadászati és Halászati Múzeum, München
- 1991 Mezőgazdasági Múzeum, Budapest (életmű-kiállítás)
- 1991 Hihof M., Echternach, Luxemburg
- 1992 Finn Vadászati Múzeum, Rihimäki, Finnország

## Művei közgyűjteményben

### Plakátok
- A Magyar Nemzeti Galéria, Budapest
- Plakátmúzeum Varsó
- Plakátmúzeum Krakkó
- Plakátmúzeum Brno
- Munkácsy Mihály Múzeum, Békéscsaba

### Festmények
- Madách Imre Művelődési Ház, Vác
- Jantyik Mátyás Múzeum, Békés
- Magyar Mezőgazdasági Múzeum, Budapest
- Philipp Morris Art Gallery, Richmond, USA
- FACE Központ, Brüsszel, Belgium
- Schloss Tannbach Kastélymúzeum, Tannbach, Németország
- Eggenberg kastélymúzeum, Graz, Ausztria
- Vadászati és Halászati Múzeum, Tambach, Németország
- Vadászat és Halászat Európai Háza, Brüsszel, Belgium
- Mátra Múzeum, Gyöngyös

## Köztéri alkotásai

### Falképek
- Halászok, Poroszló, Művelődési Ház, 1968
- Tatai tó, Tata, Remeteség-puszta, 1971
- Bőgés, Lábodi ÁG, Rinyatamási Kastély, 1972
- Ősmagyarok vadászata, Szeged, Szőregi Vadászház, 1976
- Viadal, Márk, Vadászház, 1978
- Mongólia eszmei tájképe, Mongólia, Ulánbátor, 1979
- Prehisztorikus táj, Ipolytarnóc, Múzeum, 1980

## Díjai, elismerései
- Az év legjobb plakátja, 1967
- Liszt-Bartók plakátpályázat díja, 1968
- Elismerő oklevél a szófiai VIT Kiállításon, 1968
- Minisztériumi nívódíj, 1970
- C.I.C. kitüntető jelvény, 1970
- Az év legjobb plakátja, 1970
- Kiváló Munkáért-díj 1973
- Az év legjobb plakátja, 1973
- Chernel István-emlékérem, 1979
- A Környezet Védelméért kitüntetés, 1982
- Szt. Hubertus érem (Németország), 1982
- „Mezőgazdaság a képzőművészetben” pályázat kiállításán a MAVOSZ díja, 1982
- Az év legjobb plakátja, 1983
- Az Emberi környezetért-díj, 1985
- Nimród-érem, 1994
- A Magyar Köztársasági Érdemrend kiskeresztje, 1994
- Hubertus kereszt, arany fokozat, 1995
- Vadászok a millenniumért plakett, 2000
- Bársony István-érem, 2000
- Csergezán Pál-díj, 2001
- Baja város önkormányzatának díja, 2001
- Arany túzoktoll életműdíj, 2002
- Magyar Köztársasági Arany Érdemkereszt, 2004
- Magyar Képzőművészeti Egyetem címzetes egyetemi tanári cím, 2007
- Csepel díszpolgára, 2008

## Szövetségi, egyesületi tagságai
- Magyar Képzőművészek és Iparművészek Szövetsége (MKISZ)
- Magyar Festők Társasága
- Magyar Alkotóművészek Országos Egyesülete (MAOE)
- Csepel Galéria Egyesület (alapító tag)
- Altamira Egyesület (alapító tag)
- Művészet és Barátai Egyesület
- Csergezán Pál Közhasznú Alapítvány (kurátor)
- Magyar Madártani és Természetvédelmi Egyesület (alapító és örökös tag)
- Országos Magyar Vadászkamara
- Országos Magyar Vadászati Védegylet
- Vadászati Hagyományokat Ápoló- és Kulturális Bizottság
- Vadászati Kulturális Egyesület
- Vadász Könyvklub Egyesület (alapító tag)
- Merán Fülöp Vadászati és Vadászmúzeumi Alapítvány (alapító tag és kurátor)
- Duna Televízióért Alapítvány (alapító tag)